# حديقة الصخور

تقع حديقــة الصخور بمركــز ولاية الدقم علــى بعد كيلومتر واحــد من مكتب والي الدقــم، وتعتبــر الحديقة واحــدة من أهم المواقــع الجيولوجية في الســلطنة، كما تعتبــر أحــد أبــرز كنــوز الدقــم الطبيعيــة، وتضــم الحديقــة التــي تبلــغ مســاحتها حوالــي ٦٫١ كــم مربــع تكوينــات صخرية فريــدة تصطــف علــى هيئــة تماثيــل من الحجــر الرملــي والحجــر الجيــري ّ تشــكلت بفعــل عوامــل الريــاح والميــاه والجليــد والعناصــر الطبيعيــة الأخــرى علــى مدى ملاييــن الســنين، و تتألــف التكوينــات الصخريــة من ترســبات هشــة مــن الحجر الجيري الذي تشــكل فــي العصر الحديث منــذ ٤٠ مليــون ســنة تقريبــا، وتغطيهــا طبقة أكثر صلابة، وقد ساهمت عمليات التعريــة بواســطة الريــاح مــع المياه في نحت هــذه الصخور على شــكل مجموعة من التماثل والمنحوتات الطبيعية

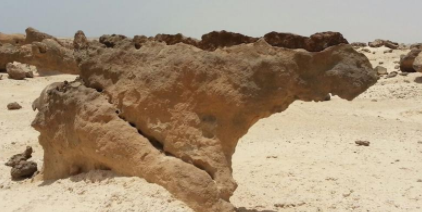
ارنب منحوت

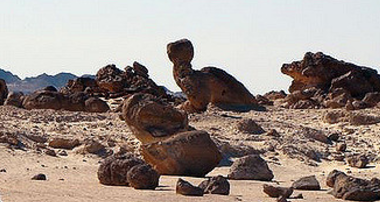
ديناصور ضخم

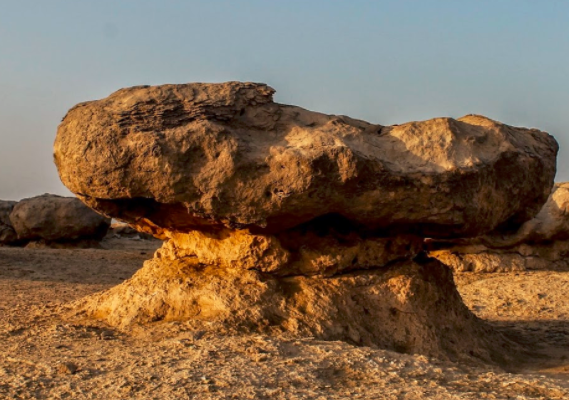
صخور متشكلة بأشكال هندسية

## موقعها
تقع حديقة الصخور الطبيعية في مدينة الدقم الساحلية في محافظة الوسطى تحديدا، وهي إحدى أكبر المدن الصناعية في سلطنة عمان وتحتوي على ميناء جديد مطل على بحر العرب . وتبعد ولاية الدقم عن مسقط ما يقارب من 600 كيلو وتقع في منتصف الطريق بين مدينة مسقط ومدينة صلالة وتضم أستثمارات صناعية وسياحية وتجارية ضخمة . وفضلت الكثير من الدول العالمية كالصين والولايات المتحدة وكوريا الجنوبية وتركيا والكويت الإستثمار في ميناء الدقم لكونه وجهة اقتصادية واعدة . تتمنى الحكومة في سلطنة عمان أن تصبح ولاية الدقم المركز الصناعي المقبل في عمان بمحاذات مدن صناعية أخرى كمدينة صحار الصناعية ومدينة سمائل الصناعية وغيرها . وتصل الاستثمارات في مدينة الدقم الصناعية إلى 15 مليار دولار لمشاريع أغلبها بتروكيماوية ولتطوير البنية الأساسية، والجدير بالذكر أن السنوات الخمس عشرة القادمة ستكون محملة بالكثير من الاستثمارات لمنطقة الدقم الصناعية .

## حديقة الصخور في الدقم
عندما تتحدث عن أكثر الدول الغنية بالمواقع الجيولوجية النادرة فتحدث عن سلطنة عمان حيث تمكن عدد من العلماء في عام 2009، من اكتشاف حديقة طبيعية للصخور المتشكلة على أشكال حيوانات منقرضة وبعض الأشكال الطبيعية وطفل يمشي وغيرها من الأشكال الغريبة . الجدير بالذكر أن من اكتشف الحديقة بعثة استكشافية أجرتها شركة أسرار الأرض (ESC)، بالتعاون مع الرابطة العالمية للبيئات . كما تصنف الحديقة اليوم بأنها واحدة من أندر الحدائق الصخرية الطبيعية في العالم وأكثرها غرابة . ومنذ أن تم الإعلان عن أكتشاف الحديقة سعت حكومة سلطنة عمان لإستغلال المكان وتسويقه سياحيا وتهيئته ليتناسب مع تدفق السياح والزائرين .

## تاريخ الحديقة
تبلغ مساحة الحديقة ما يقدر بثلاث كيلومترات وكأن الزائر يشعر انه على سطح القمر من حيث الطبيعة المشابهة للفضاء الخارجي وتضم حديقة الصخور في ولاية الدقم الكثير من الأحجار الجيرية والهياكل الرملية، التي يُعتقد أنها شكلت مستودعًا للمياه الجوفية العذبة منذ 46 مليون سنة. ومع مرور الوقت، تشكلت الهياكل الصخرية من خلال العديد من العوامل الطبيعية، ويضم المكان كذلك أنواع من حجر الصوان وبعض المقتنيات الجيولوجية التي تحتاج إلى الكثير من الدراسات والاستكشافات .الجدير بالذكر أن الصخور الموجودة في الحديقة تتراوح أعمارها ما بين 19 إلى 30 مليون سنة تحكي التاريخ الجيولوجي لتطور الكائنات البحرية والحياة النباتية في سلطنة عمان ،أو تمثل هذه الحفريات والأشكال الهندسية عامل جذب للسياح الباحثين والمتخصصين في علوم الجيولوجيا كما ينجذب السائح العادي للأشكال الطبيعية التي شكلتها عوامل طبيعية على الصخور .

## مواصلات وخدمات
تضم ولاية الدقم بين جنباتها وللراغبين في زيارة الأماكن السياحية مطار داخان ومكتب لمحطة شركة النقل الوطني العماني «مواصلات» والعديد من الفنادق العالمية التي دشنت والتي ستدشن في المستقبل القريب . كما تضم ولاية الدقم بعض الأماكن السياحية مثل شاطئ الدقم ورأس مركز كما تضم الولاية مشروع قيد البنيان وهو مشروع واجهة الدقم والتي تضم مباني ومراكز ترفيهية وأندية ومراكز تسوق .
الجدير بالذكر أن ولاية الدقم تضم بعض الفنادق الراقية مثل فندق بارك ان وفندق كراون بلازا وفندق المدينة والكثير من المواقع السكنية التي تقدم خدماتها للسياح والمسافرين .

## حديقة الصخور والبحوث
ما تم اكتشافه في حديقة الصخور في ولاية الدقم لا يمثل إلا القلة القليلة من ما هو متاح حسب كلام الخبراء، حيث تمثل الحديقة وجبة دسمة للباحثين والمستكشفين وعشاق الجيولوجيا. وتمثل الحديقة اليوم مركز لاستقطاب السواح ومن المرجح أن يتم استثمار المكان بشكل أفضل وجعله من ضمن المواقع المسجلة في اليونسكو.

## اقرأ أيضا
- الدقم
- مسقط
- معالم من سلطنة عمان

## وصلات خارجية
1. وزارة السياحة

1. فيديو للحديقة

1. ↑  "حديقة الصخور بالدقم.. أعجوبة ملايين السنين: هل زرتها من قبل؟". صحيفة الصحوة. 17 يناير 2023. مؤرشف من الأصل في 2023-01-31. اطلع عليه بتاريخ 2023-12-21.
2. ↑  "مجلة الدقم الافتصادية" (PDF). المنطقة الاقتصادية الخاصة بالدقم: المنطقة الاقتصادية الخاصة بالدقم. يناير 2021. مؤرشف من الأصل (PDF) في 2021-05-12. {{استشهاد بدورية محكمة}}: الاستشهاد بدورية محكمة يطلب |دورية محكمة= (مساعدة)
3. ↑  حديقة الصخور النادرة - فندق و شقق بارك ان راديسون الدقم نسخة محفوظة 22 ديسمبر 2017 على موقع واي باك مشين.
4. ↑  بالصور.. حديقة الصخور في سلطنة عمان من صنع الطبيعة | الوفد نسخة محفوظة 31 أكتوبر 2020 على موقع واي باك مشين.
5. ↑  حديقة الصخور نسخة محفوظة 22 ديسمبر 2017 على موقع واي باك مشين.
6. ↑  الصور تتكلم 5 : روعة الشطآن ـ ولاية الدقم - شبكة ابو نواف نسخة محفوظة 11 يوليو 2018 على موقع واي باك مشين.
7. ↑  الطيور والشواطئ وحديقة الصخور.. مفردات الثراء السياحي للدقم | جريدة وجهات نسخة محفوظة 22 ديسمبر 2017 على موقع واي باك مشين.